# Jacques Arndt
Jacques Arndt (Sarajevo, Austria-Hungría, 8 de enero de 1914 - Buenos Aires, Argentina 2012) fue un actor austríaco nacionalizado argentino, con una extensa carrera en el cine y teatro (incluyendo una destacada labor como director de teatro y televisión).
Arndt desarrolló gran parte de su carrera profesional en Argentina, donde se radicó luego de la Segunda Guerra Mundial. Es reconocido tanto por su larga trayectoria en el teatro y radio nacional como por su participación en films de Espada y brujería que Roger Corman produjo en Argentina durante la década de 1980.

## Actividad profesional

### Primeros años
Nació en el seno de una familia que se interesaba por el arte, sus padres eran admiradores del compositor y violonchelista alemán Jacques Offenbach (1819-1880), del que proviene su nombre de pila, y al terminar su bachillerato en el Conservatorio Nacional de la misma ciudad entró como partiquino en el elenco de la Comedia Nacional de Viena, donde representó pequeños papeles en obras clásicas y modernas. Más adelante y ya con mayor oficio y soltura tuvo a su cargo papeles de más importancia.

### Viaje a Uruguay
Al producirse el Anschluss, la anexión de Austria por parte de la Alemania nazi, Arndt recibió amenazas y para salvar su vida huye a Luxemburgo con ayuda de compatriotas, para lo cual debe atravesar a nado el río Mosela. De allí pasó a Francia y embarcó en Marsella en un barco que se dirigía a Sudamérica, donde finalmente arribó. Arndt llegó sin dinero o contactos y sin conocimiento de español a Montevideo, República Oriental del Uruguay.
Después de trabajar tres semanas en un pequeño taller de electricidad, se presentó al conductor de una audición alemana antinazi que se llamaba La Voz del Día, un abogado alemán refugiado desde hacía tiempo en Uruguay, quien lo contrató como locutor. En el ínterin fue aprendiendo castellano, al punto que la radio le ofreció que hiciera un programa de 15 minutos diarios en el que pasaba grabaciones y hacía comentarios. Pronto el programa llamado Estampas Vienesas adquirió gran repercusión en la colectividad de refugiados alemanes e incluso apareció en la revista argentina Radiolandia una nota a doble página con su foto titulada "Personaje exótico divierte a Montevideo", ilustrada con postales de Viena; también publicó notas en diarios montevideanos como crítico de arte y colaboró como traductor en la Cámara de Diputados.

### Radicación en Argentina y carrera actoral
En 1941 recibió la invitación por parte de Paul Walter Jacob, que había sido director de Arndt en Luxemburgo durante 1935, para participar en el Teatro Libre Alemán que ofrecería obras en alemán, con un repertorio muy heterogéneo, en el Teatro Regina de Buenos Aires. La compañía estaba dirigida por el propio Jacob, y contaba con la presencia de reconocidos actores como Ernst Wurmser o Hedy Crilla. En 1945 Arndt se hizo cargo de la dirección de la compañía, cargo que compaginó con múltiples actividades hasta su disolución, en 1962.
En 1944 montó un espectáculo de revista acuática -precursor de las electrónicas aguas danzantes- en el teatro confitería Babilonia con elencos de hasta 60 personas, que repitió en varias temporadas.
En 1949 viajó por Europa Central durante cinco meses enviado por el diario Noticias Gráficas para hacer notas sobre las consecuencias de la guerra. Dejó el teatro en alemán y comenzó a trabajar en el teatro argentino. Su primer protagónico fue en la obra Así en la tierra como en el cielo del actor y director español Narciso Ibáñez Menta (1912-2004), y luego otras como El diluvio que viene, El violinista en el tejado, Sweet Charity.
También dirigió teatro de revista en el Teatro Astral, con la vedette Blanquita Amaro y un elenco de 95 personas y libretistas reconocidos.
En 1948 debutó en el cine argentino en La hostería del caballito blanco, dirigido por Benito Perojo, y luego siguió con Esperanza (1949), La dama del mar (1954) y casi una treintena más de filmes.
Al iniciarse la televisión en Argentina fue uno de quienes comenzaron a trabajar como directores (con sus 43 años era el de más edad entre aquella camada), y realizó esa tarea por unos diez años.
Debido a que Arndt era un políglota (hablaba seis idiomas) fue frecuentemente contratado para las producciones internacionales que se filmaron en Argentina a partir de la década de los ochenta, apareciendo en films como Highlander II: The Quickening, Amazonas, Of Love and Shadows, Norman's Awesome Experience, Soldier's Revenge, Cocaine Wars (La muerte blanca) y The Stranger, entre otras.

### Últimos años
Cuando contaba ya con 90 años de edad tenía a su cargo dos programas en la estación Radio Cultura: "Pasaje de ida y vuelta" y "La agenda de Jacques". Arndt falleció en el año 2012, a los 97 años.

## Filmografía
Intervino como intérprete en los siguientes filmes:
- De amor y de sombra (1995) …General
- Highlander II: The Quickening (1991) …Científico
- Norman's Awesome Experience (1989. Inédita en Argentina) …Administrador
- Pobre mariposa (1986)
- Los superagentes contra los fantasmas (1986)
- Amazonas (1986. Inédita en Argentina)
- Deathstalker 2 (1987. Inédita en Argentina) …Alto Sacerdote
- The Stranger (1987. Inédita en Argentina) …Rhea
- Sin escape (1987) …Dr. Bleyer
- Soldier's Revenge (1986) …Realtor
- Adiós, Roberto (1985)
- La muerte blanca (1985) …Franco
- Sálvese quien pueda (1984)
- Pasajeros de una pesadilla (1984) …Sr. Schweik
- Los extraterrestres (1983)
- Bárbara (1980)
- Los drogadictos (1979) …Ludwig
- El gordo catástrofe (1977)
- La noche del hurto (1976)
- El Pibe Cabeza (1975) …Rolando Dunne
- Me gusta esa chica (1973)
- La sonrisa de mamá (1972) …Periodista
- El veraneo de los Campanelli (1971)
- Los muchachos de mi barrio (1970) …Kurtis, "el Representante"
- Pate Katelin en Buenos Aires Inédita (1969)
- ¡Qué noche de casamiento! (1969)
- Amor libre (1969)
- Corazón contento (1969)
- El novicio rebelde (1968)
- Humo de marihuana (1968)
- El gran robo (1968)
- Escándalo en la familia (1967)
- El ojo que espía (1966)
- Del brazo y por la calle (1966)
- Los hipócritas (1965)
- Yo quiero vivir contigo (1960) …Alemán
- Dos basuras (1958)
- Tren internacional (1954)…Pasajero
- La dama del mar (1954)
- Esperanza (1949)
- La hostería del caballito blanco (1948)